# IAST
International Alphabet of Sanskrit Transliteration (I.A.S.T. eller IAST) är ett system för translitteration som möjliggör förlustfri romanisering av den indiska skrift som används till sanskrit och relaterade indiska språk. Det är baserat på metodik som växte fram under artonhundratalet efter förslag av Charles Trevelyan, William Jones, Monier Monier-Williams och andra forskare, och som sedan formaliserats av Transliteration Committee of the Geneva Oriental Congress i september 1894. IAST gör det möjligt för läsaren att läsa indisk text på ett entydigt sätt, precis som om det vore studerat i den ursprungliga indiska skriften. Att translitterationen är den ursprungliga texten trogen gör att IAST alltjämt förblir populär bland forskare inom indologi.

## Användning
Akademiker använder ofta IAST i tidskrifter som citerar textmaterial på sanskrit, pāḷi och andra klassiska indiska språk.
IAST används även i stora e-textsamlingar, såsom SARIT, Muktabodha, GRETIL, and sanskritdocuments.org.
IAST-systemet förekommer i över ett århundrade av akademiskt nyttjande i böcker och tidskrifter inom indologi. Som jämförelse framarbetades ISO 15919-standarden för translitterering av indisk skrift år 2001, vilken innefattar lösningar på problem som att återge äldre och yngre indoariska språk sida vid sida i exempelvis bibliotekskataloger. I stora drag följer ISO 15919 IAST-systemet, och avviker endast obetydligt (t.ex., ṃ/ṁ och ṛ/r̥) — se jämförelse nedan.
Den indiska National Library at Kolkata-romaniseringen, som är avsedd för romanisering av alla indiska skriftformer, är en utbyggnad av IAST.

## Bokstäver och konventioner
Bokstäverna i IAST listas här tillsammans med sina motsvarigheter i devanāgarī och med sina fonetiska värden i IPA, vilka gäller för sanskrit, hindi och andra moderna språk som använder devanagari-skrift.
| Devanāgarī | Transcription | Transcription | Kategori                            |
| ---------- | ------------- | ------------- | ----------------------------------- |
| अ          | a             | A             | monoftonger och syllabiska likvidor |
| आ          | ā             | Ā             | monoftonger och syllabiska likvidor |
| इ          | i             | I             | monoftonger och syllabiska likvidor |
| ई          | ī             | Ī             | monoftonger och syllabiska likvidor |
| उ          | u             | U             | monoftonger och syllabiska likvidor |
| ऊ          | ū             | Ū             | monoftonger och syllabiska likvidor |
| ऋ          | ṛ             | Ṛ             | monoftonger och syllabiska likvidor |
| ॠ          | ṝ             | Ṝ             | monoftonger och syllabiska likvidor |
| ऌ          | ḷ             | Ḷ             | monoftonger och syllabiska likvidor |
| ॡ          | ḹ             | Ḹ             | monoftonger och syllabiska likvidor |
| ए          | e             | E             | diftonger                           |
| ऐ          | ai            | Ai            | diftonger                           |
| ओ          | o             | O             | diftonger                           |
| औ          | au            | Au            | diftonger                           |
| अं          | ṃ             | Ṃ             | anusvara                            |
| अः          | ḥ             | Ḥ             | visarga                             |
| ऽ          | '             |               | avagraha                            |

| velarer | palataler | retroflexer | dentaler | labialer | Kategori                  |
| ------- | --------- | ----------- | -------- | -------- | ------------------------- |
| क k K   | च c C     | ट ṭ Ṭ       | त t T    | प p P    | tenuis-klusiler           |
| ख kh Kh | छ ch Ch   | ठ ṭh Ṭh     | थ th Th  | फ ph Ph  | aspirerade klusiler       |
| ग g G   | ज j J     | ड ḍ Ḍ       | द d D    | ब b B    | tonande klusiler          |
| घ gh Gh | झ jh Jh   | ढ ḍh Ḍh     | ध dh Dh  | भ bh Bh  | andningsljudande klusiler |
| ङ ṅ Ṅ   | ञ ñ Ñ     | ण ṇ Ṇ       | न n N    | म m M    | nasaler                   |
| ह h H   | य y Y     | र r R       | ल l L    | व v V    | approximanter             |
|         | श ś Ś     | ष ṣ Ṣ       | स s S    |          | sibilanter                |

De markerade bokstäverna är de som har modifierats med diakritiska tecken: långa vokaler markeras med ett översträck, vokaliska (stavelsebildande) konsonanter och retroflexer har en underpunkt.
Till skillnad från romaniseringar som enbart håller sig till ASCII, exempelvis ITRANS eller Harvard-Kyoto, tillåter IAST versalisering av egennamn i kombination med diakritiska tecken. Versala varianter av bokstäver som aldrig förekommer initialt i ord (Ṇ Ṅ Ñ Ṝ) används enbart då man skriver ett helt textavsnitt i versaler eller i Pāṇini-sammanhang, där konventionen är att typsätta IT-ljud som versaler.

## Jämförelse med ISO-15919
IAST är i mestadels en delmängd av ISO-15919, som slår samman retroflexa (underpunkterade) likvidor med vokaliska sådana (underringade nedan), och korta halvslutna vokaler med långa sådana. Följande sju undantag är hämtade från ISO-standarden, som innefattar en utökad repertoar av symboler för att möjliggöra transkribering av devanagari och annan indisk skrift, som används för andra språk än sanskrit.
| Devanāgarī | IAST | ISO 15919 | Comment |
| ---------- | ---- | --------- | --- |
| ए / े       | e    | ē (e)     | ISO e motsvarar generellt ऎ / ॆ, men används alternativt om långt ए / े i Devanagari, Bengali, Gurmukhi, Gujarati och Oriya-skrift   |
| ओ / ो       | o    | ō (o)     | ISO o motsvarar generellt ऒ / ॆ, men används alternativt för långt ओ / ो i Devanagari, Bengali, Gurmukhi, Gujarati, och Oriya-skrift |
| अं / ं       | ṃ    | ṁ         | ISO ṃ motsvarar Gurmukhi tippi ੰ |
| ऋ / ृ       | ṛ    | r̥         | ISO ṛ motsvarar ड़ /ɽ/ |
| ॠ / ॄ       | ṝ    | r̥̄         | för konsekvens med r̥ |
| ऌ / ॢ       | ḷ    | l̥         | ISO ḷ motsvarar ळ /ɭ̆/. |
| ॡ / ॣ       | ḹ    | l̥̄         | för konsekvens med l̥. |

## Datorinmatning med alternativ tangentbordslayout
Den metod som är mest praktisk för inmatning av romaniserad sanskrit är att nyttja en alternativ tangentbordslayout. Detta gör att man kan hålla ner en modifieringstangent för att skriva bokstäver med diakritiska tecken. Till exempel alt + a = ā. Hur detta ställs in varierar mellan olika operativsystem.
Linux: Moderna Linux-system tillåter en att ställa in anpassade tangentbordslayouter och byta dem genom att klicka på en flaggikon i menyraden. 
Mac OS: Man kan använda den förinstallerade US International keyboard, eller installera Toshiya Unebes Easy Unicode-tangentbordslayout. En omarbetning av detta är Shreevatsa R:s EasyIAST.
Microsoft Windows:
Windows möjliggör också att ändra tangentbordslayout och ställa in anpassade tangentbordsmappningar för IAST.

## Datorinmatning genom att välja från en skärm

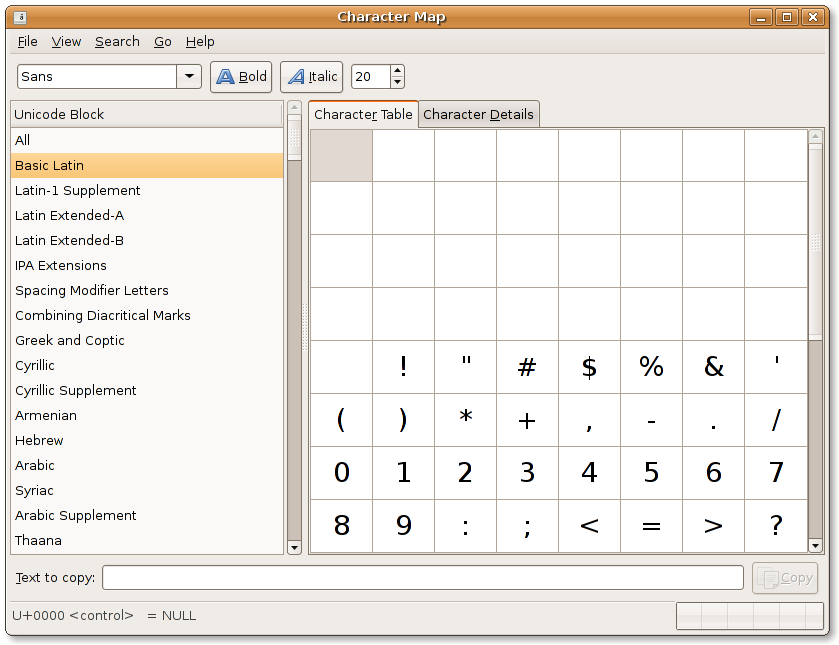
Verktyg för att välja bokstäver

Många system erbjuder ett sätt att välja Unicode-tecken visuellt. ISO/IEC 14755 omnämner detta som en screen-selection entry method.
Microsoft Windows erbjuder en Unicode-version av teckenuppsättningen (hitta den genom att trycka på Win + R, skriva charmap och sedan trycka på Enter) sedan versionen NT 4.0 – finns i konsumentutgåvan sedan XP. Detta begränsas till tecken i Basic Multilingual Plane (BMP). Tecken är sökbara via Unicode-tecknens namn, och tabellen kan vara begränsad till ett visst kodblock. Mer avancerade tredjepartsverktyg av samma typ finns också (ett välkänt exempel av freeware är BabelMap).
Mac OS tillhandahåller en "bokstavspalett" med ungefär samma funktionalitet, samt möjligheten att söka efter relaterade bokstäver, glyph-tabeller i ett typsnitt, etc. Det kan aktiveras i inmatningsmenyn i menyraden under Systeminställningar → Internationellt → Inmatningsmeny (eller Systeminställningar → Språk och text → Inmatningskällor) eller kan återfinnas under Redigera → Emojier & symboler i många program.
Motsvarande verktyg – till exempel gucharmap (GNOME) eller kcharselect (KDE) – finns på de flesta Linux-desktop-miljöer.
Användare av SCIM på Linux-baserade plattformar kan också ha möjligheten att installera och använda inmatningshanteraren sa-itrans-iast som ger komplett stöd för ISO-15919-standarden för romanisering av indiska språk som en del av m17n-biblioteket.

## Teckensnittsstöd
Endast vissa teckensnitt stödjer alla latinska Unicode - tecken för translitterering av indisk skrift enligt ISO-15919-standarden. Till exempel stödjer Tahoma  nästan alla tecken som behövs. Arial och Times New Roman teckensnittspaket som levererats med Microsoft Office 2007 och senare stödjer också de flesta Latin Extended Additional characters såsom ḑ, ḥ, ḷ, ḻ, ṁ, ṅ, ṇ, ṛ, ṣ och ṭ.
Men den ökande trenden[källa behövs] bland akademiker som arbetar inom sanskritstudier går mot att använda Gentium-teckensnittet som har fullt stöd för alla de simultana diakritiska tecken som används i IAST:s teckenuppsättning.